# Tasha Yar
Natasha Yar is een personage uit de televisieserie Star Trek: The Next Generation. Tasha werd gespeeld door Denise Crosby.

## Tasha Yar
Natasha, meestal Tasha genoemd, werd geboren op de federatiekolonie Turkana IV. Op deze planeet heerst vrijwel complete anarchie. Haar ouders werden vermoord toen ze vijf jaar was. Vanaf toen moest ze vechten om te overleven in deze keiharde samenleving. Ook probeerde ze haar zusje Ishara te beschermen. Bij de eerste de beste gelegenheid (ze was toen 15) ontvluchtte ze haar thuiswereld, om er nooit meer terug te keren. Ishara had zich ondertussen verbonden met een van de strijdende partijen en bleef op Turkana IV. Tasha ging in dienst bij Starfleet en nadat kapitein Jean-Luc Picard hoorde hoe ze een gewonde kolonist uit een Carnelliaans mijnenveld had gered, vroeg hij haar of ze dienst wilde nemen op zijn schip, de USS Enterprise NCC-1701-D. Eind 2364 (seizoen 1, aflevering 23) werd ze gedood door het kwaadaardige wezen Armus op de planeet Vagra II.

## Alternatieve Tasha Yar
Toen de Enterprise in een alternatieve tijdlijn belandde, bleek Tasha in deze tijd nog te leven. Ze besloot met de ook in die alternatieve tijdlijn gevangen USS Enterprise NCC-1701-C terug te keren naar hun eigen tijd, waar ze hoogstwaarschijnlijk zou worden gedood in een gevecht met de Romulanen, maar waardoor de Enterprise D wel weer terug kon naar hun eigen tijd én er een oorlog met de Klingons kon worden voorkomen. Vele jaren later zou blijken dat Tasha niet in de strijd was omgekomen, maar pas jaren later, toen ze probeerde te ontsnappen aan de Romulanen die haar gevangengenomen hadden. Ze werd verraden door haar eigen dochter Sela. (Om het leven van haar medegevangenen te redden werd ze de concubine van een Romulaanse generaal, Sela was hun dochter.)